# Italské fotbalové mistrovství 1898
První ročník Campionato Italiano di Football 1898 (česky: Italské fotbalové mistrovství)  se konalo 8. května roku 1898 na Velodrome Humbert I v Turíně. Byla to první ligová soutěž schválená italskou fotbalovou federací (FIGC). Turnaje se účastnily 4 kluby. Soutěž ovládl klub z města Janov, který hrál pod starým názvem Janov CAC.

## Účastníci šampionátu
| Klub        | Město | Provincie |
| ----------- | ----- | --------- |
| Janov CFC   | Janov | Ligurie   |
| FC Torinese | Turín | Piemont   |
| SG di Turín | Turín | Piemont   |
| Inter Turín | Turín | Piemont   |

## Zápasy

### Semifinále
| Semifinále 8. květen 1898 | Inter Turín     | 2 – 1 | FC Torinese | Velodromo Umberto I, Turín |  |  |
| 09:00 SELČ                | Edoardo Bosio ? |       |             |                            |  |  |
|                           |                 |       |             |                            |  |  |

| Semifinále 8. květen 1898 | SG di Turín | 0 – 2 | Janov                                   | Velodromo Umberto I, Turín |  |  |
| 11:00 SELČ                |             |       | Norman Victor Leaver Giovanni Bocciardo |                            |  |  |
|                           |             |       |                                         |                            |  |  |

### Finále
| Finále 8. květen 1898 | Inter Turín   | 1 – 2 v prodl. | Janov                  | Velodromo Umberto I, Turín |  |  |
| 15:00 SELČ            | Edoardo Bosio |                | ? Norman Victor Leaver | Diváci: 100                |  |  |
|                       |               |                |                        |                            |  |  |

## Vítěz
| Campionato Nazionale di Football Vítěz pro rok 1898 |
| --------------------------------------------------- |
| Janov CFC                                           |
|                                                     |